# Eric Judy
Eric Judy es un bajista estadounidense que trabaja actualmente con la banda de Rock Alternativo e Indie Rock, Modest Mouse. Tiene esposa y dos hijos y vive en Seattle, Washington.

## Comienzos
Los integrantes de la banda se conocieron en la secundaria, cuando Isaac, testarudo como siempre, fue con Eric que estaba usando una camisa de la banda Econochrist, y dijo: "Econochrist apesta".
Después de haberse conocido en la secundaria, él, Isaac Brock y Jeremiah Green empezaron a practicar música en una casa-bodega enseguida del remolque de la madre de Isaac. Cuando los tres fueron incapaces de continuar haciendo música, por Eric moviéndose al norte, Isaac y Eric empezaron a mandarse mensajes telefónicos de ideas de las canciones y acordes de guitarras. Se reunieron de nuevo cuando Eric se movió de vuelta, y formaron Modest Mouse.
Judy es conocido por su atmosférico, sustanteado y hasta reservado sonido, lo que complementa el trabajo irregular seguido de Brock. Usualmente toca en el medio de las cuerdas de su bajo. En el escenario, Eric usa bajos Fender y Rickenbacker, también el contrabajo.

## En los álbumes
En el álbum The Moon & Antarctica, el productor Brian Deck usó la dirección de Judy varias veces como guía para sonidos sónicos adicionales.
También toca el órgano y guitarra acústica en el álbum Good News for People Who Love Bad News, y Tom Peloso toca el bajo en las canciones 8 ("Bukowski") y 11 ("Satin In a Coffin"), y Judy la guitarra en ambas canciones y también en la 2 ("The World at Large").
Judy tiene ahora un hijo de cuatro años llamado Milo, el cual le suplicó y lloró a su papá Eric para que en el álbum Good News for People Who Love Bad News llevara una canción con su nombre, y si, la canción número 12 está titulada "Interlude (Milo)".
- Datos: Q5386856